# Sir Edmund Orme
Sir Edmund Orme (Sir Edmund Orme) est une nouvelle fantastique d'Henry James, parue en décembre 1879 dans la revue Black and White. La nouvelle est reprise en volume l’année suivante chez Macmillan à Londres et New York.
Cette nouvelle fantastique appartient au sous-genre des histoires de fantômes, mais fidèle à son art, Henry James s’y refuse aux habituelles clichés du genre et se sert de l’apparition d’un fantôme pour sonder les profondeurs psychologiques de ses personnages.

## Résumé
Le narrateur, ami de Mrs Marden, une veuve de Brighton, s’intéresse à sa fille. la jeune et belle Charlotte. Cette dernière s’avère pourtant une terrible coquette, tout comme sa mère le fut dans sa jeunesse, comme le révèle Mrs Marden au narrateur, ajoutant, sans donner plus d’explications, qu’elle a ensuite grandement regretté cette attitude.
À quelque temps de là, le narrateur se trouve parmi les invités, avec Mrs Marden et sa fille, d’un séjour dans une demeure du Sussex. À l’église, pendant l’office du dimanche, le narrateur voit un homme assis auprès de Charlotte Marden que cette dernière ne semble pas remarquer. Mrs. Marden informe le narrateur que cet inconnu est en fait le fantôme de Sir Edmund Orme et qu’il apparaît pour hanter sa fille et surveiller la sincérité de son comportement. Aussi, quand le narrateur déclare son amour à Charlotte, le fantôme surgit-il de nouveau, et la jeune fille ne tergiverse pas pour affirmer ne vouloir en aucun cas donner suite à sa relation avec le narrateur. 
Plusieurs mois s’écoulent, et lors d’une fête à Brighton, le narrateur refait sa déclaration à Charlotte et, encore une fois, le fantôme de Sir Edmund Orme apparaît, mais au même moment Mrs Marden s’évanouit. Le jour suivant, elle autorise le narrateur à lui rendre visite. Elle lui déclare que Charlotte acceptera de l’épouser. Et Sir Edmund Orme se manifeste pour la dernière fois, car Mrs Marden meurt.

## Traductions françaises
- Sir Edmund Orme (suivi de Le Coin plaisant), dans Histoires de fantômes, traduit par Louise Servicen, Paris, Aubier-Flammarion, coll. « Bilingue » no 36, 1970 ; réédition, Paris, Flammarion, coll. « Garnier-Flammarion » no 697, 1992
- Sir Edmund Orme, traduit par Jean Pavans, dans Nouvelles complètes, tome III, Paris, Éditions de la Différence, 2008
- Sir Edmund Orme, traduit par Max Duperray, dans Nouvelles complètes, tome III, Paris, Gallimard, coll. « Bibliothèque de la Pléiade », 2011

## Sources
- Tales of Henry James: The Texts of the Tales, the Author on His Craft, Criticism sous la direction de Christof Wegelin et Henry Wonham (New York: W.W. Norton & Company, 2003)  (ISBN 0-393-97710-2)
- The Tales of Henry James par Edward Wagenknecht (New York: Frederick Ungar Publishing Co., 1984)  (ISBN 0-8044-2957-X)